# 軍事民主制
軍事民主制，在氏族社會的階段，政治是民主制，財產是公有制，而部落聯盟領袖則由部落會議推選產生的，附有作戰的責任，所以而稱之。